# 70e Primetime Emmy Awards
De 70e Primetime Emmy Awards, waarbij prijzen werden uitgereikt in verschillende categorieën voor de beste televisieprogramma's die in primetime op de Amerikaanse zenders werden uitgezonden tussen 1 juni 2017 en 31 mei 2018, vond plaats op 17 september 2018 in het Microsoft Theater in Los Angeles. De plechtigheid werd gepresenteerd door Colin Jost en Michael Che.
De genomineerden werden bekendgemaakt op 12 juli door Ryan Eggold en Samira Wiley.

## Winnaars en genomineerden
De winnaars staan bovenaan in vet lettertype. Vermeld zijn de categorieën die werden uitgereikt tijdens de televisie-uitzending.

### Programma's
| Komedieserie (Outstanding Comedy Series) | Dramaserie (Outstanding Drama Series) |
| --- | --- |
| - The Marvelous Mrs. Maisel - Atlanta - Barry - Black-ish - Curb Your Enthusiasm - GLOW - Silicon Valley - Unbreakable Kimmy Schmidt                                                                     | - Game of Thrones - The Americans - The Crown - The Handmaid's Tale - Stranger Things - This Is Us - Westworld                                  |
| Miniserie (Outstanding Limited Series) | Reality competitie (Outstanding Reality-Competition Program)                                                                                    |
| - The Assassination of Gianni Versace: American Crime Story - The Alienist - Genius: Picasso - Godless - Patrick Melrose                                                                                 | - RuPaul's Drag Race - The Amazing Race - American Ninja Warrior - Project Runway - Top Chef - The Voice                                        |
| Variété talkshow (Outstanding Variety Talk Series) | Variété sketchshow (Outstanding Variety Sketch Series)                                                                                          |
| - Last Week Tonight with John Oliver - The Daily Show with Trevor Noah - Full Frontal with Samantha Bee - Jimmy Kimmel Live! - The Late Late Show with James Corden - The Late Show with Stephen Colbert | - Saturday Night Live - At Home with Amy Sedaris - Drunk History - I Love You, America with Sarah Silverman - Portlandia - Tracey Ullman's Show |

### Acteurs

#### Hoofdrollen
| Mannelijke hoofdrol in een komedieserie (Outstanding Lead Actor in a Comedy Series) | Vrouwelijke hoofdrol in een komedieserie (Outstanding Lead Actress in a Comedy Series) |
| --- | --- |
| - Bill Hader als Barry – Barry - Anthony Anderson als Andre Johnson – Black-ish - Ted Danson als Michael – The Good Place - Larry David als Larry David – Curb Your Enthusiasm - Donald Glover als Earnest Marks – Atlanta - William H. Macy als Frank Gallagher – Shameless | - Rachel Brosnahan als Miriam Maisel – The Marvelous Mrs. Maisel - Pamela Adlon als Sam Fox – Better Things - Allison Janney als Bonnie Plunkett – Mom - Issa Rae als Issa Dee – Insecure - Tracee Ellis Ross als Rainbow Johnson – Black-ish - Lily Tomlin als Frankie Bergstein – Grace and Frankie                                       |
| Mannelijke hoofdrol in een dramaserie (Outstanding Lead Actor in a Drama Series) | Vrouwelijke hoofdrol in een dramaserie (Outstanding Lead Actress in a Drama Series) |
| - Matthew Rhys als Philip Jennings – The Americans - Jason Bateman als Marty Byrde – Ozark - Sterling K. Brown als Randall Pearson – This Is Us - Ed Harris als The Man in Black – Westworld - Milo Ventimiglia als Jack Pearson – This Is Us - Jeffrey Wright als Bernard – Westworld | - Claire Foy als Queen Elizabeth II – The Crown - Tatiana Maslany als diverse personages – Orphan Black - Elisabeth Moss als Offred / June Osborne – The Handmaid's Tale - Sandra Oh als Eve Polastri – Killing Eve - Keri Russell als Elizabeth Jennings – The Americans - Evan Rachel Wood als Dolores – Westworld                        |
| Mannelijke hoofdrol in een miniserie of televisiefilm (Outstanding Lead Actor in a Limited Series or Movie) | Vrouwelijke hoofdrol in een miniserie of televisiefilm (Outstanding Lead Actress in a Limited Series or Movie) |
| - Darren Criss als Andrew Cunanan – The Assassination of Gianni Versace: American Crime Story - Antonio Banderas als Pablo Picasso – Genius: Picasso - Benedict Cumberbatch als Patrick Melrose – Patrick Melrose - Jeff Daniels als John O'Neill – The Looming Tower - John Legend als Jesus Christ – Jesus Christ Superstar Live in Concert - Jesse Plemons als Robert Daly – Black Mirror: USS Callister | - Regina King als Latrice Butler – Seven Seconds - Jessica Biel als Cora Tannetti – The Sinner - Laura Dern als Jennifer – The Tale - Michelle Dockery als Alice Fletcher – Godless - Edie Falco als Leslie Abramson – Law & Order True Crime: The Menendez Murders - Sarah Paulson als Ally Mayfair-Richards – American Horror Story: Cult |

#### Bijrollen
| Mannelijke bijrol in een komedieserie (Outstanding Supporting Actor in a Comedy Series) | Vrouwelijke bijrol in een komedieserie (Outstanding Supporting Actress in a Comedy Series) |
| --- | --- |
| - Henry Winkler als Gene Cousineau – Barry - Louie Anderson als Christine Baskets – Baskets - Alec Baldwin als Donald Trump – Saturday Night Live - Tituss Burgess als Titus Andromedon – Unbreakable Kimmy Schmidt - Brian Tyree Henry als Alfred Miles – Atlanta - Tony Shalhoub als Abraham Weissman – The Marvelous Mrs. Maisel - Kenan Thompson als diverse personages – Saturday Night Live | - Alex Borstein als Susie – The Marvelous Mrs. Maisel - Zazie Beetz als Van – Atlanta - Aidy Bryant als diverse personages – Saturday Night Live - Betty Gilpin als Debbie Eagan – GLOW - Leslie Jones als diverse personages – Saturday Night Live - Kate McKinnon als diverse personages – Saturday Night Live - Laurie Metcalf als Jackie Harris – Roseanne - Megan Mullally als Karen Walker – Will & Grace                            |
| Mannelijke bijrol in een dramaserie (Outstanding Supporting Actor in a Drama Series) | Vrouwelijke bijrol in een dramaserie (Outstanding Supporting Actress in a Drama Series) |
| - Peter Dinklage als Tyrion Lannister – Game of Thrones - Nikolaj Coster-Waldau als Jaime Lannister – Game of Thrones - Joseph Fiennes als Commander Waterford – The Handmaid's Tale - David Harbour als Jim Hopper – Stranger Things - Mandy Patinkin als Saul Berenson – Homeland - Matt Smith als Prince Philip – The Crown | - Thandie Newton als Maeve – Westworld - Alexis Bledel als Ofglen – The Handmaid's Tale - Millie Bobby Brown als Eleven – Stranger Things - Ann Dowd als Aunt Lydia – The Handmaid's Tale - Lena Headey als Cersei Lannister – Game of Thrones - Vanessa Kirby als Princess Margaret – The Crown - Yvonne Strahovski als Serena Joy – The Handmaid's Tale                                                                                  |
| Mannelijke bijrol in een miniserie of televisiefilm (Outstanding Supporting Actor in a Limited Series or Movie) | Vrouwelijke bijrol in een miniserie of televisiefilm (Outstanding Supporting Actress in a Limited Series or Movie) |
| - Jeff Daniels als Frank Griffin – Godless - Brandon Victor Dixon als Judas – Jesus Christ Superstar Live in Concert - John Leguizamo als Jacob Vazquez – Waco - Ricky Martin als Antonio D'Amico – The Assassination of Gianni Versace: American Crime Story - Édgar Ramírez als Gianni Versace – The Assassination of Gianni Versace: American Crime Story - Michael Stuhlbarg als Richard Clarke – The Looming Tower - Finn Wittrock als Jeffrey Trail – The Assassination of Gianni Versace: American Crime Story | - Merritt Wever als Mary Agnes – Godless - Sara Bareilles als Mary Magdalene – Jesus Christ Superstar Live in Concert - Penélope Cruz als Donatella Versace – The Assassination of Gianni Versace: American Crime Story - Judith Light als Marilyn Miglin – The Assassination of Gianni Versace: American Crime Story - Adina Porter als Beverly Hope – American Horror Story: Cult - Letitia Wright als Nish – Black Mirror: Black Museum |

### Regie
| Regie van een komedieserie (Outstanding Directing for a Comedy Series) | Regie van een dramaserie (Outstanding Directing for a Drama Series) |
| --- | --- |
| - The Marvelous Mrs. Maisel (Aflevering: "Pilot") – Amy Sherman-Palladino - Atlanta (Aflevering: "FUBU") – Donald Glover - Atlanta (Aflevering: "Teddy Perkins") – Hiro Murai - Barry (Aflevering: "Chapter One: Make Your Mark") – Bill Hader - The Big Bang Theory (Aflevering: "The Bow Tie Asymmetry") – Mark Cendrowski - GLOW (Aflevering: "Pilot") – Jesse Peretz - Silicon Valley (Aflevering: "Initial Coin Offering") – Mike Judge | - The Crown (Aflevering: "Paterfamilias") – Stephen Daldry - Game of Thrones (Aflevering: "Beyond the Wall") – Alan Taylor - Game of Thrones (Aflevering: "The Dragon and the Wolf") – Jeremy Podeswa - The Handmaid's Tale (Aflevering: "After") – Kari Skogland - Ozark (Aflevering: "The Toll") – Jason Bateman - Ozark (Aflevering: "Tonight We Improvise") – Daniel Sackheim - Stranger Things (Aflevering: "Chapter Nine: The Gate") – The Duffer Brothers |
| Regie van een miniserie, televisiefilm of "dramatic special" (Outstanding Directing for a Limited Series, Movie, or Dramatic Special) | Regie van een "variété special" (Outstanding Directing for a Variety Special) |
| - The Assassination of Gianni Versace: American Crime Story (Aflevering: "The Man Who Would Be Vogue") – Ryan Murphy - Godless – Scott Frank - Jesus Christ Superstar Live in Concert – David Leveaux en Alex Rudzinski - The Looming Tower (Aflevering: "9/11") – Craig Zisk - Paterno – Barry Levinson - Patrick Melrose – Edward Berger - Twin Peaks – David Lynch                                                                        | - The Oscars – Glenn Weiss - Dave Chappelle: Equanimity – Stan Lathan - Jerry Seinfeld: Jerry Before Seinfeld – Michael Bonfiglio - Steve Martin and Martin Short: An Evening You Will Forget for the Rest of Your Life – Marcus Raboy - Super Bowl LII Halftime Show Starring Justin Timberlake – Hamish Hamilton |

### Scenario
| Scenario voor een komedieserie (Outstanding Writing for a Comedy Series) | Scenario voor een dramaserie (Outstanding Writing for a Drama Series) |
| --- | --- |
| - The Marvelous Mrs. Maisel (Aflevering: "Pilot") – Amy Sherman-Palladino - Atlanta (Aflevering: "Alligator Man") – Donald Glover - Atlanta (Aflevering: "Barbershop") – Stefani Robinson - Barry (Aflevering: "Chapter One: Make Your Mark") – Alec Berg en Bill Hader - Barry (Aflevering: "Chapter Seven: Loud, Fast, and Keep Going") – Liz Sarnoff - Silicon Valley (Aflevering: "Fifty-One Percent") – Alec Berg | - The Americans (Aflevering: "START") – Joel Fields en Joe Weisberg - The Crown (Aflevering: "Mystery Man") – Peter Morgan - Game of Thrones (Aflevering: "The Dragon and the Wolf") – David Benioff en D.B. Weiss - The Handmaid's Tale (Aflevering: "June") – Bruce Miller - Killing Eve (Aflevering: "Nice Face") – Phoebe Waller-Bridge - Stranger Things (Aflevering: "Chapter Nine: The Gate") – The Duffer Brothers                                                       |
| Scenario voor een miniserie, televisiefilm of "dramatic special" (Outstanding Writing for a Limited Series, Movie, or Dramatic Special) | Scenario voor een "variété special" (Outstanding Writing for a Variety Special) |
| - Black Mirror: USS Callister – William Bridges en Charlie Brooker - American Vandal (Aflevering: "Clean Up") – Kevin McManus en Matthew McManus - The Assassination of Gianni Versace: American Crime Story (Aflevering: "House by the Lake") – Tom Rob Smith - Godless – Scott Frank - Patrick Melrose – David Nicholls - Twin Peaks – David Lynch en Mark Frost                                                     | - John Mulaney: Kid Gorgeous at Radio City – John Mulaney - Full Frontal with Samantha Bee Presents: The Great American* Puerto Rico (*it's complicated) – Samantha Bee, Pat Cassels, Mike Drucker, Eric Drysdale, Mathan Erhardt, Miles Kahn en Nicole Silverberg - Michelle Wolf: Nice Lady – Michelle Wolf - Patton Oswalt: Annihilation – Patton Oswalt - Steve Martin and Martin Short: An Evening You Will Forget for the Rest of Your Life – Steve Martin en Martin Short |